# Dorfteich Ottersleben
Der Dorfteich Ottersleben ist ein kleines stehendes Gewässer im zu Magdeburg gehörenden Stadtteil Ottersleben.
Ursächlich für sein Entstehen sind mehrere hier zu Tage tretende Quellen. Die Wasserqualität ist heute aufgrund von Schadstoffeinträgen landwirtschaftlicher Nutzflächen eher schlecht. Der Teich liegt heute in der Ortslage von Ottersleben. Noch bis in das 19. Jahrhundert hinein war der Bereich jedoch, bis auf einen einzelnen Hof, unbebaut. Das Gebiet wurde als Der Vogelgesang bezeichnet.

## Geschichte
Eine erste Darstellung auf einer Karte stammt bereits aus dem Jahr 1684. Das im Teich aus einem, aus Richtung der Anhöhen bei Hohendodeleben her verlaufenden, Grundwasserleiter stammende Wasser, wies eine gute Trinkwasserqualität auf. Viele Brunnen der Umgebung brachten nur salzhaltiges als Trinkwasser eher ungeeignetes Wasser hervor. Der Teich war daher für die Trinkwasserversorgung des Ortes von großer Bedeutung. Auch das Brauwasser wurde hier entnommen, was dem Teich auch den Beinamen Brauteich einbrachte. Überlaufendes Wasser floss in die Beeke, dem heutigen Eulegraben ab. Das Teichufer war von Bäumen gesäumt.
Der Teich diente als Richtstätte. Am 29. Juni 1718 wurde die Witwe Apollonia Solters im Teich ertränkt. Ihr wurde vorgeworfen, ihr unehelich geborenes Kind getötet zu haben.
Vermutlich nach dem Bau der Straße Am Dorfteich im Jahr 1811 und im Zusammenhang mit der um 1850 erfolgenden Straßenpflasterung, wurde der Teich zu einer Pferdeschwemme umgebaut und mit Bruchsteinen an der West- und Ostseite eingefasst. Am südlichen und nördlichen Ende senkte sich das Straßenpflaster in den Teich, dessen Boden komplett gepflastert worden war. Pferde und auch Gespanne konnten so durch den Teich geführt werden, wobei der Gespannführer von einer der seitlichen Mauern aus agierte. Durch den so in den Teich regelmäßig eingetragenen Schmutz, machte sich regelmäßig eine Reinigung erforderlich. Für die Wasserentnahme entstand eine öffentliche Pumpe, die sogenannte Schlucke.
Für die 1900 gegründete Freiwillige Feuerwehr wurden später zwei große Handpumpen an der westlichen Seite des Teichs errichtet, mit denen sich der Wasserwagen der Feuerwehr befüllen ließ.
Nach dem Ende des Zweiten Weltkriegs und der Neuordnung der Landwirtschaft im zur DDR gehörenden Ottersleben verlor der Teich schnell seine Funktion als Pferdeschwemme. Die nun bestehenden Großbetriebe verzichteten schnell auf Pferde als Zugtiere. Kurze Zeit diente der Teich als Löschwasserbecken. Mit dem Anschluss Otterslebens an die zentrale Wasserversorgung im Jahr 1952 erübrigte sich jedoch auch diese Funktion.
Eingeleitete Abwässer, fehlende Reinigung und Instandhaltung führten zur völligen Verwahrlosung des Teichs. Im Herbst 1998 wurde im Zuge einer Arbeitsbeschaffungsmaßnahme die Sanierung des Teichs eingeleitet. Bei der zunächst erfolgenden Reinigung konnte festgestellt werden, dass die Bodenpflasterung des Teiches noch vollständig erhalten ist. Die statt der alten Bruchsteinmauern errichteten Betonmauern wurden abgerissen und wieder durch Bruchsteinmauern ersetzt. Die Pumpe erhielt einen neuen Standort, das Umfeld wurde zum Teil neu gepflastert, mit Bäumen und historisierenden Laternen gestaltet. Ende August 1999 waren die Arbeiten abgeschlossen.